# Uncle Hiram's List
Uncle Hiram's List è un cortometraggio muto del 1911 diretto da Oscar C. Apfel.

## Produzione
Il film fu prodotto dalla Edison Company.

## Distribuzione
Distribuito dalla General Film Company, il film - un cortometraggio in una bobina - uscì nelle sale cinematografiche statunitensi il 30 dicembre 1911.